# الیمپوس وی‌آر-۳۱۰
الیمپوس وی‌آر-۳۱۰ (به انگلیسی: Olympus VR-310) یک دوربین عکاسی ساخت شرکت الیمپوس است.